# Synagoga w Świdwinie
Synagoga w Świdwinie – nieistniejąca synagoga, która znajdowała się w Świdwinie przy dzisiejszej ulicy Wojska Polskiego.
Synagoga została zbudowana w 1880 roku na miejscu starej drewnianej synagogi. Podczas nocy kryształowej z 9 na 10 listopada 1938 roku bojówki hitlerowskie spaliły i następnie wysadziły w powietrze synagogę. Ostatnim rabinem synagogi był Karl Richter. Po zakończeniu II wojny światowej na miejscu synagogi wzniesiono budynek, w którym przez wiele lat mieściło się przedszkole.